# Eastpak
Eastpak és una marca de maletes i accessoris (estotjos, sobretot) propietat de VF Corporation, una de les empreses tèxtils més grans del món.
Eastern Canvas Products (el seu nom original) va ser creat el 1952 per Monte Goldman, que produïa motxilles per a les forces armades. El 1976, convençut pel seu fill Mark, va començar a produir-los per al públic en general, sota el nom d'Eastpak. Ràpidament va guanyar popularitat, especialment a les escoles i universitats, on van ser utilitzats com a motxilles d'estudiants, i va assolir la seva major popularitat en la dècada de 1990. Més recentment, ha diversificat la seva gamma d'accessoris, encara que la producció de motxilles segueix sent la més destacada.
El 2000, va ser adquirida per VF Corporation, un gegant que també posseeix altres marques conegudes com a JanSport, Wrangler, Lee Cooper Jeans i The North Face.
El juny de 2006, va començar la producció de tres nous models de motxilla creats per estrelles del rock com Ozzy Osbourne, Lemmy i Slash. El 10% dels beneficis van ser per a obres benèfiques, escollides per cadascun dels artistes.
Al setembre de 2009, Eastpak va produir motxilles especials per a la sèrie alemanya "Die drei ???", amb el logotip clàssic de la marca a la sèrie. Aquesta col·lecció va ser només una rifa d'un editor alemany "Kosmos".
Eastpak s'ha retirat del mercat americà, i ha deixat el monopoli a mans de la marca JanSport als Estats Units
Eastpak garanteix els seus productes amb una garantia estàndard de 30 anys (bosses, motxilles i maletes).